# دوري كرة القدم الأمريكية 1976
دوري كرة القدم الأمريكية 1976 هو موسم من دوري كرة القدم الأمريكية ‏. فاز فيه لوس أنجلوس سكايهوكس ‏.